# Philipp II. (Hessen-Rheinfels)
Philipp II. von Hessen-Rheinfels, auch Philipp der Jüngere genannt, (* 22. April 1541 in Marburg; † 20. November 1583 auf Burg Rheinfels) war erster und einziger Landgraf von Hessen-Rheinfels.

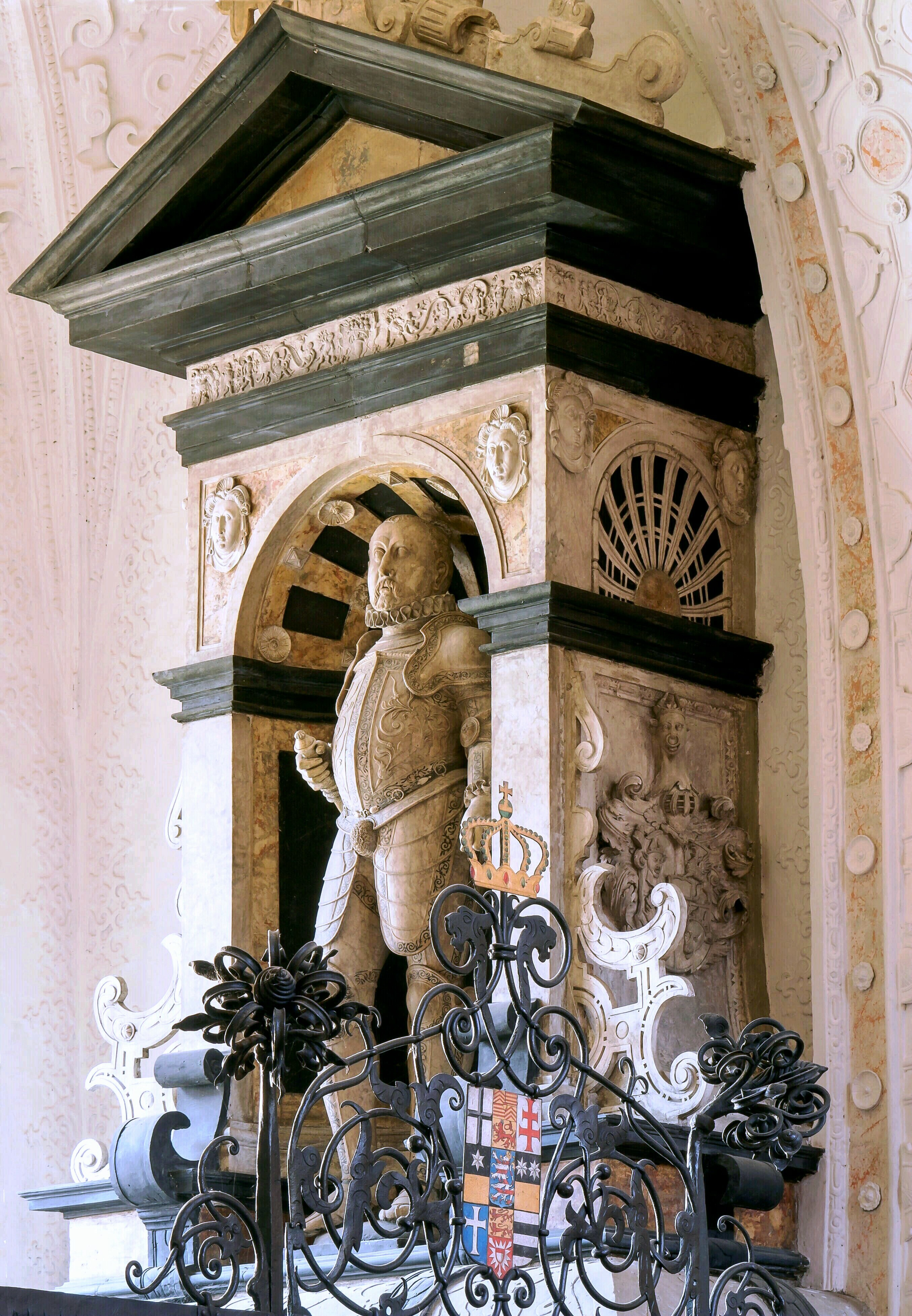
Grabmal in der Stiftskirche St. Goar

## Leben
Philipp war ein Sohn des Landgrafen Philipp I. von Hessen aus dessen Ehe mit Christine (1505–1549), Tochter des Herzogs Georg von Sachsen.
Im Jahre 1552 wurde der 11-jährige Philipp, dem man Mädchenkleidung angezogen hatte, den Gesandten König Heinrichs II. von Frankreich als Geisel für das Festhalten Hessens am Vertrag von Chambord nach Basel übergebracht.  Er verbrachte daraufhin geraume Zeit am französischen Hof.
Nach dem Tod seines Vaters wurde Hessen im Vierbrüdervergleich geteilt, so dass Philipp 1567 erster Landgraf von Hessen-Rheinfels wurde; sein Herrschaftsgebiet umfasste etwa ein Achtel des bisherigen hessischen Gebiets. Dies war im Wesentlichen die alte Niedergrafschaft Katzenelnbogen mit ihren vier Ämtern Rheinfels (linksrheinisch), Braubach, Reichenberg und Hohenstein  (rechtsrheinisch); hinzu kam die einstige Herrschaft Itter. Den zentralen Herrschaftsmittelpunkt bildete die Stadt Sankt Goar. In der dortigen Burg Rheinfels nahm Philipp seine Residenz. Amtleute mit Wachmannschaften saßen auf Burg Reichenberg, der Burg Hohenstein, der Burg Neukatzenelnbogen (Burg Katz) und der Burg Schwalbach im Obertaunus. Das Land brachte 1570 etwa 18.700 fl. ein, danach stiegen die Einnahmen auf etwa 24.000 fl. an.
1569 heiratete er Anna Elisabeth von Pfalz-Simmern, wodurch Kurfürst Friedrich III. von der Pfalz sein Schwiegervater wurde. In die Regierungszeit Philipps fällt der erste Gebrauch der Schwalbacher Mineralquellen 1568 durch Tabernaemontanus.
Philipp starb am 20. November 1583 auf Burg Rheinfels, die er großzügig ausgebaut hatte, und liegt in der Stiftskirche von St.Goar begraben, wo ihm sein Bruder Wilhelm ein imposantes Renaissance-Grabmal errichtete. Für seine Gemahlin hatte er von 1568 bis 1571 das Schloss Philippsburg (Braubach) als Witwensitz errichten lassen.

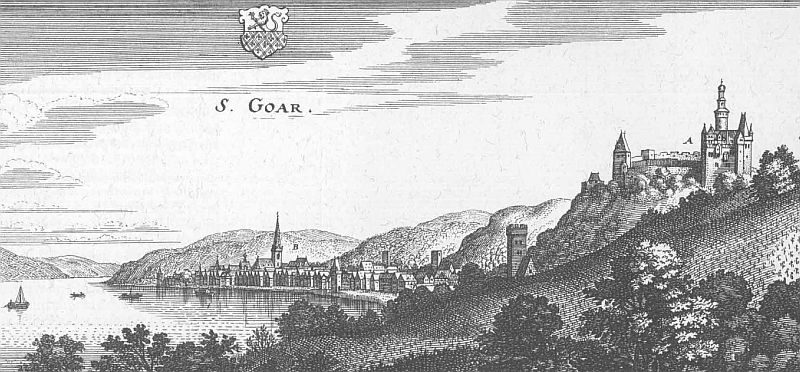
Burg Rheinfels (St. Goar)
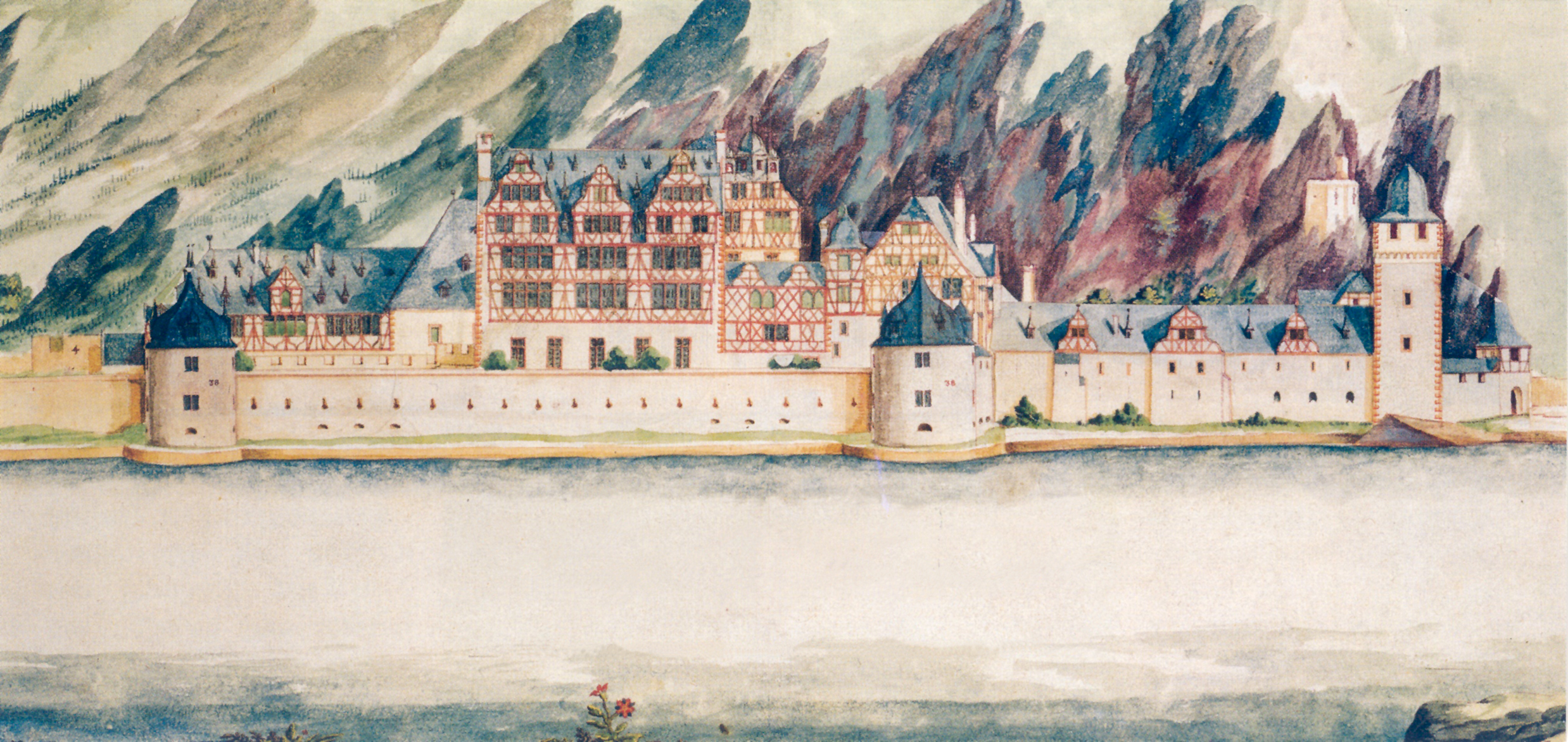
Schloss Philippsburg (Braubach)

Da seine Ehe kinderlos geblieben war, fiel Hessen-Rheinfels an seine Brüder. Wilhelm IV. von Hessen-Kassel erhielt mit der Niedergrafschaft Katzenelnbogen den größten Teil; Georg I. von Hessen-Darmstadt erhielt Schotten, Dornberg und Homburg; und Ludwig IV. von Hessen-Marburg bekam Lißberg, Ulrichstein und die Herrschaft Itter.

## Weblink
- Hessen-Rheinfels, Philipp der Jüngere Landgraf von. Hessische Biografie. (Stand: 3. März 2020). In: Landesgeschichtliches Informationssystem Hessen (LAGIS).